# المركز التجاري الأول
المركز التجاري الأول هو حي يقع في إمارة دبي في الإمارات العربية المتحدة ويبلغ عدد سكانه 4,358 نسمة. يقع المركز التجاري 1 في غرب دبي، ويشكل النصف الشمالي من المنطقة التجارية والسكنية على طريق الشيخ زايد. تبدأ المنطقة عند دوار المركز التجاري، عند تقاطع طريق الشيخ زايد مع طريق د 73 (طريق الضيافة)، وتنتهي عند التقاطع الثاني (دوار الدفاع).
يتكون المركز التجاري 1 بالكامل تقريبًا من بنايات شاهقة على طول طريق الشيخ زايد. لا يوجد نظام طرق محلي مماثل للمناطق الأخرى في دبي. ومع ذلك، هناك طريق محلي (شارع 15) يربط المركز التجاري 1 بالمركز التجاري 2.